# 龙马水库
龙马水库是中国广西壮族自治区百色市平果县境内的一座水库，位于右江流域龙马河上，建于1960年。水库正常库容为2430万立方米，集雨面积为190平方千米，海拔为203米。